# Język makua
Język makua – język z rodziny bantu, używany w Mozambiku, liczba mówiących sięga 5 mln. Jest jednym z najważniejszych rdzennych języków Mozambiku. Dzieli się na kilka dialektów, m.in. lomwe (ngulu), koti, chwabo.